# Гробница Александра, или Последний большевик
«Гробница Александра, или Последний большевик» (Le Tombeau d’Alexandre) — 120-минутный документальный видеофильм Криса Маркера о жизни и творчестве кинорежиссёра Александра Медведкина (1900—1989). Вышел в 1992 году, через три года после смерти Медведкина.
Фильм включает интервью с людьми, знавшими режиссёра (Лев Рошаль, Юлий Райзман, Николай Изволов), и отрывки из работ Медведкина. Закадровый комментарий, решённый как послание к покойному режиссёру, проводит параллель между судьбой «последнего большевика» и перипетиями коммунистического проекта в России.